# Estádio Olímpico Colosso da Lagoa
Estádio Olímpico Colosso da Lagoa, znany również jako Olímpico – stadion wielofunkcyjny w Erechim, Rio Grande do Sul, Brazylia, na którym swoje mecze rozgrywa klub Ypiranga Futebol Clube.